# Synagoga Chila Abrama Feldmana i Dawida Rozencwajga w Łodzi
Synagoga Chila Abrama Feldmana i Dawida Rozencwajga w Łodzi – prywatny dom modlitwy znajdujący się w Łodzi przy ulicy Zgierskiej 21.
Synagoga została zbudowana w 1937 roku z inicjatywy Chila Abrama Feldmana i Dawida Rozencwajga. Podczas II wojny światowej hitlerowcy zdewastowali synagogę.